# Anne Igartiburu
Anne Igartiburu Verdes (Elorrio, 18 de fevereiro de 1969) é uma apresentadora espanhola de Goiena Telebista, Euskal Telebista, Telecinco e TVE.

## TV
- Una pareja feliz (1994)
- El imperdible (1997)
- Maridos y mujeres (1997)
- Corazón de... (1997- 2008)
- ¡Mira quién baila! (2005- 2008)
- Corazón Corazón (2009-    )

## Actriz
- Luna negra (2004).
- El lápiz del carpintero Antón Reixa (2002)
- Star Trek:Insurrección de Jonathan Frakes (1998).

## Prêmios
- Antena de Oro 2005